# Форстерн
Форстерн (нем. Forstern) — община в Германии, в земле Бавария. 
Подчиняется административному округу Верхняя Бавария. Входит в состав района Эрдинг.  Население составляет 3254 человека (на 31 декабря 2010 года). Занимает площадь 15,38 км².